# A Brand You Can Trust
A Brand You Can Trust — дебютный студийный альбом хип-хоп группы La Coka Nostra, вышедший 14 июля 2009 года на лейблах Uncle Howie Records и Suburban Noize Records. Выпуск альбома задержался на некоторое время, так как музыканты Everlast и Ill Bill были заняты своими сольными релизами. Первоначальной датой релиза было назначено 11 сентября 2007 года.

## Список композиций
| #  | Номер                                                             | Продюсер(ы)            | Исполнитель(исполнители) |
| -- | ----------------------------------------------------------------- | ---------------------- | --- |
| 1  | «Bloody Sunday» (совместно с Big Left и Sen Dog)                  | DJ Lethal              | - Первый куплет: Everlast - Второй куплет: Ill Bill - Третий куплет: Big Left - Четвёртый куплет: Slaine - Припев: Sen Dog            |
| 2  | «Get You By»                                                      | DJ Lethal              | - Интро/Первый куплет: Slaine - Второй куплет: Everlast, Danny Boy - Третий куплет: Ill Bill                                          |
| 3  | «Bang Bang» (совместно со Snoop Dogg)                             | DJ Lethal              | - Первый куплет: Ill Bill - Второй куплет: Everlast - Третий куплет: Slaine - Припев: Snoop Dogg                                      |
| 4  | «The Stain»                                                       | Everlast               | - Первый куплет: Ill Bill - Второй куплет: Slaine - Припев: Everlast                                                                  |
| 5  | «I’m an American» (совместно с B-Real)                            | Sicknature и DJ Lethal | - Первый куплет: Slaine, Ill Bill - Второй куплет: Everlast, B-Real                                                                   |
| 6  | «Brujeria» (совместно с Sick Jacken from Psycho Realm)            | DJ Lethal              | - Интро/Аутро: Slaine - Куплеты: Slaine, Ill Bill, Everlast - Припев: Sick Jacken                                                     |
| 7  | «Once Upon A Time»                                                | DJ Lethal              | - Первый куплет: Everlast - Второй куплет: Ill Bill - Третий куплет/Припев: Slaine                                                    |
| 8  | «Cousin of Death»                                                 | Ill Bill и DJ Lethal   | - Первый куплет: Slaine - Второй куплет: Ill Bill - Припев: Everlast                                                                  |
| 9  | «Choose Your Side» (совместно с Bun B)                            | The Alchemist          | - Первый куплет: Bun B - Второй куплет: Everlast - Третий куплет: Ill Bill - Припев: Bun B, Everlast                                  |
| 10 | «Hardcore Chemical»                                               | DJ Lethal              | - Первый куплет: Ill Bill - Второй куплет: Everlast, Danny Boy - Третий куплет: Slaine - Припев: Everlast                             |
| 11 | «Soldier’s Story» (совместно с Sick Jacken)                       | DJ Lethal              | - Первый куплет: Ill Bill - Второй куплет: Sick Jacken - Третий куплет: Slaine - Припев: Everlast                                     |
| 12 | «Gun In Your Mouth»                                               | Cynic                  | - Интро/Первый куплет: Slaine - Второй куплет: Everlast - Третий куплет/Припев: Ill Bill                                              |
| 13 | «Nuclear Medicinemen» (совместно с Immortal Technique и Q-Unique) | Q-Unique               | - Первый куплет: Slaine - Второй куплет: Everlast - Третий куплет: Immortal Technique - Четвёртый куплет: Q-Unique - Припев: Ill Bill |
| 14 | «That’s Coke»                                                     | DJ Lethal              | - Куплеты: Everlast, Slaine & Ill Bill - Припев: Danny Boy                                                                            |
| 15 | «Fuck Tony Montana» (совместно с Sick Jacken и B-Real)            | DJ Lethal              | - Первый куплет: Ill Bill - Второй куплет: Everlast - Третий куплет: Sick Jacken - Четвёртый куплет: B-Real - Пятый куплет: Slaine    |